# Monogrammiste IP
Le monogrammiste IP ou maître IP (né vers 1490 ; actif jusqu'après 1530) est un sculpteur allemand.

## Vie et œuvre
Le Monogrammiste IP est probablement actif dans la deuxième décennie du XVIe siècle dans la ville commerçante de Passau. Un contact avec Wolf Huber, peintre de la cour de l'évêque de Passau, peut être prouvé sur la base de dessins de Huber utilisés dans les œuvres du monogrammiste IP. Il est peut-être identique au maître du retable d'Irrsdorf.
Les modèles graphiques imprimés disponibles dans l'atelier du monogrammiste IP pour ses créations provenaient d'artistes contemporains tels qu'Albrecht Dürer, Albrecht Altdorfer, de Lucas Cranach l'Ancien et de son atelier  que de Michael Ostendorfer. Les modèles ornementaux utilisés font référence aux modèles des petits maîtres de Nuremberg.
Le monogrammiste IP était l'un des petits maîtres les plus importants de son époque dans la région germanophone du sud et il exécutait également des commandes de retables. Il est catégorisé dans l'École du Danube. Le programme iconographique des autels de son atelier montre que ce sculpteur était un artiste de formation humaniste et influencé par l'orientation théologique de la pensée chrétienne au temps de l'humanisme. L'être humain est au premier plan dans les représentations du monogrammiste IP. Stylistiquement, le monogrammiste IP s'inscrit dans le style Renaissance en termes de forme du retable et de mode de décoration.

## Œuvres

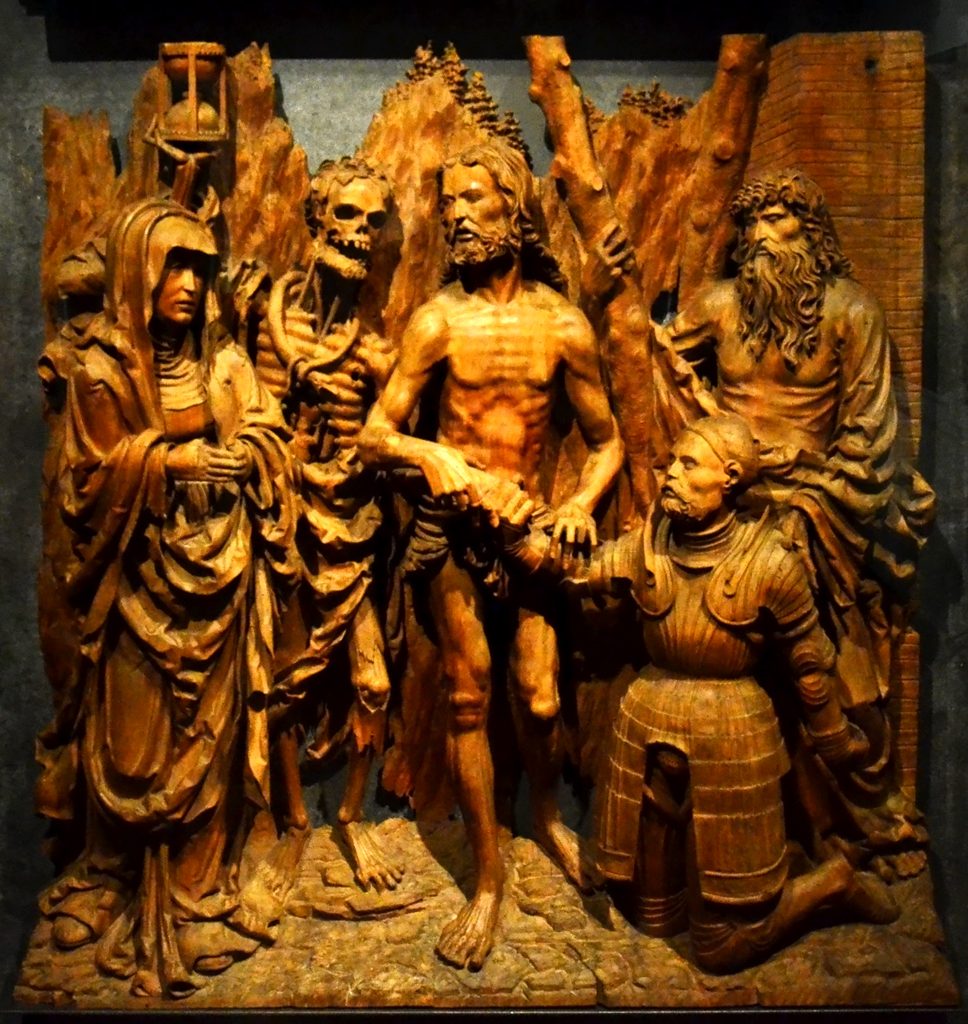
Epitaph de Zlíchov : Christ sauveur de la mort.
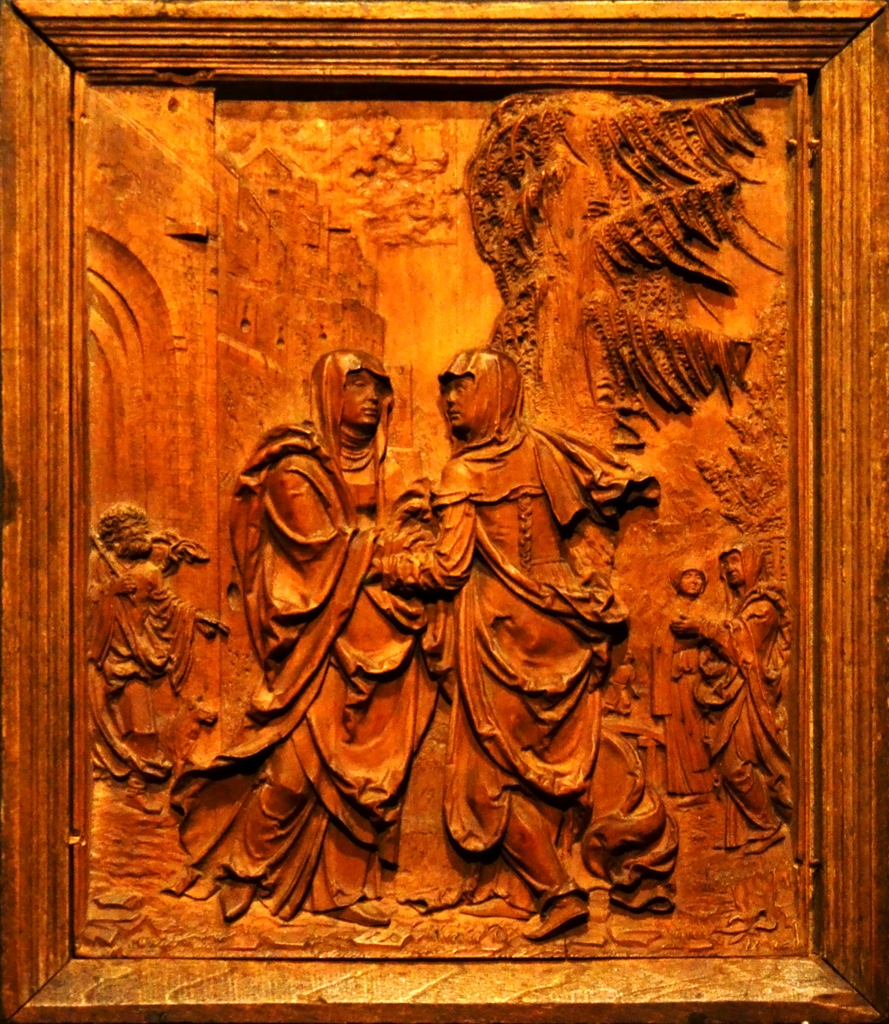
Visitation.
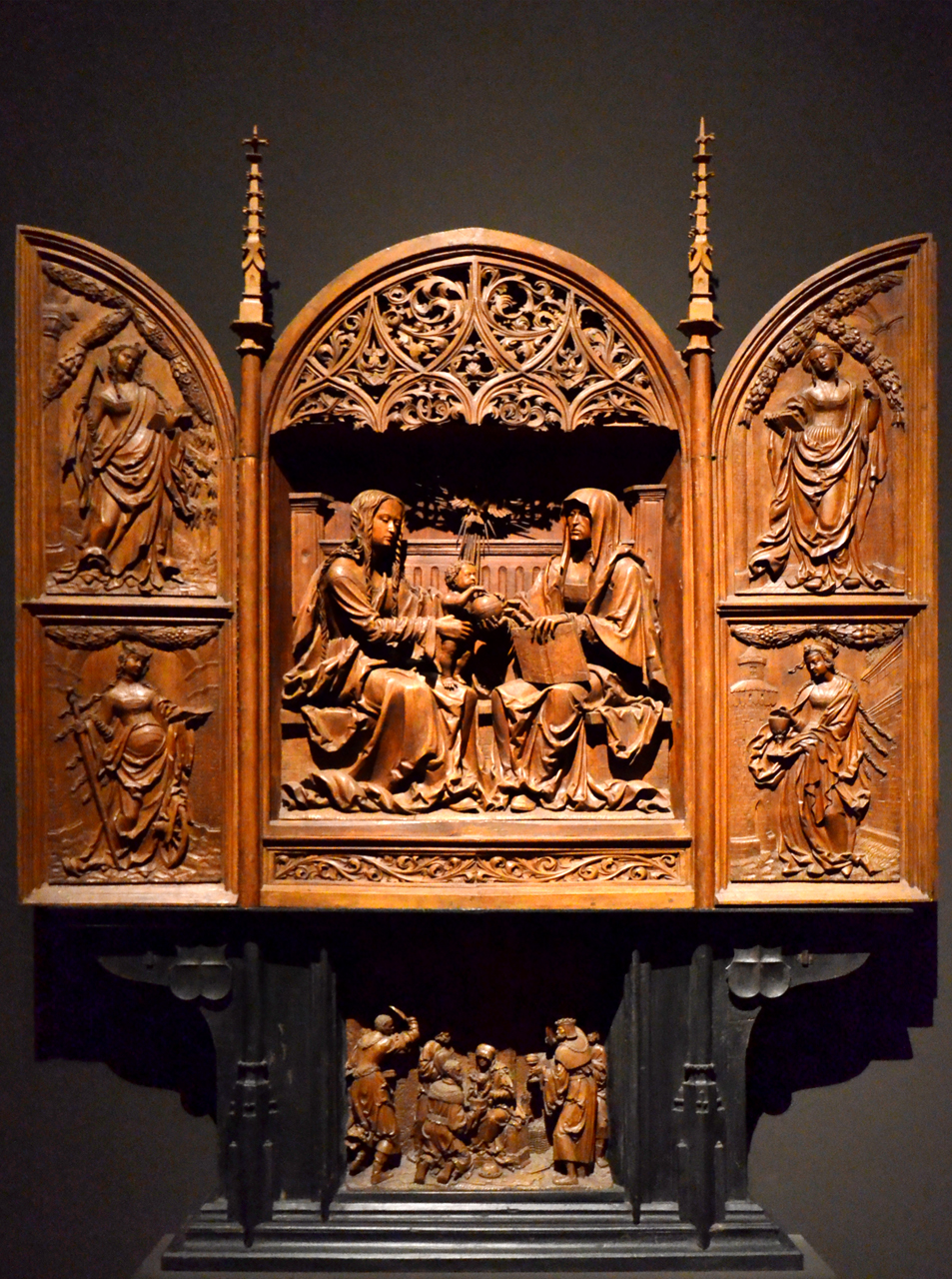
Autel Sainte Anne.
Retable Saint-Jean.
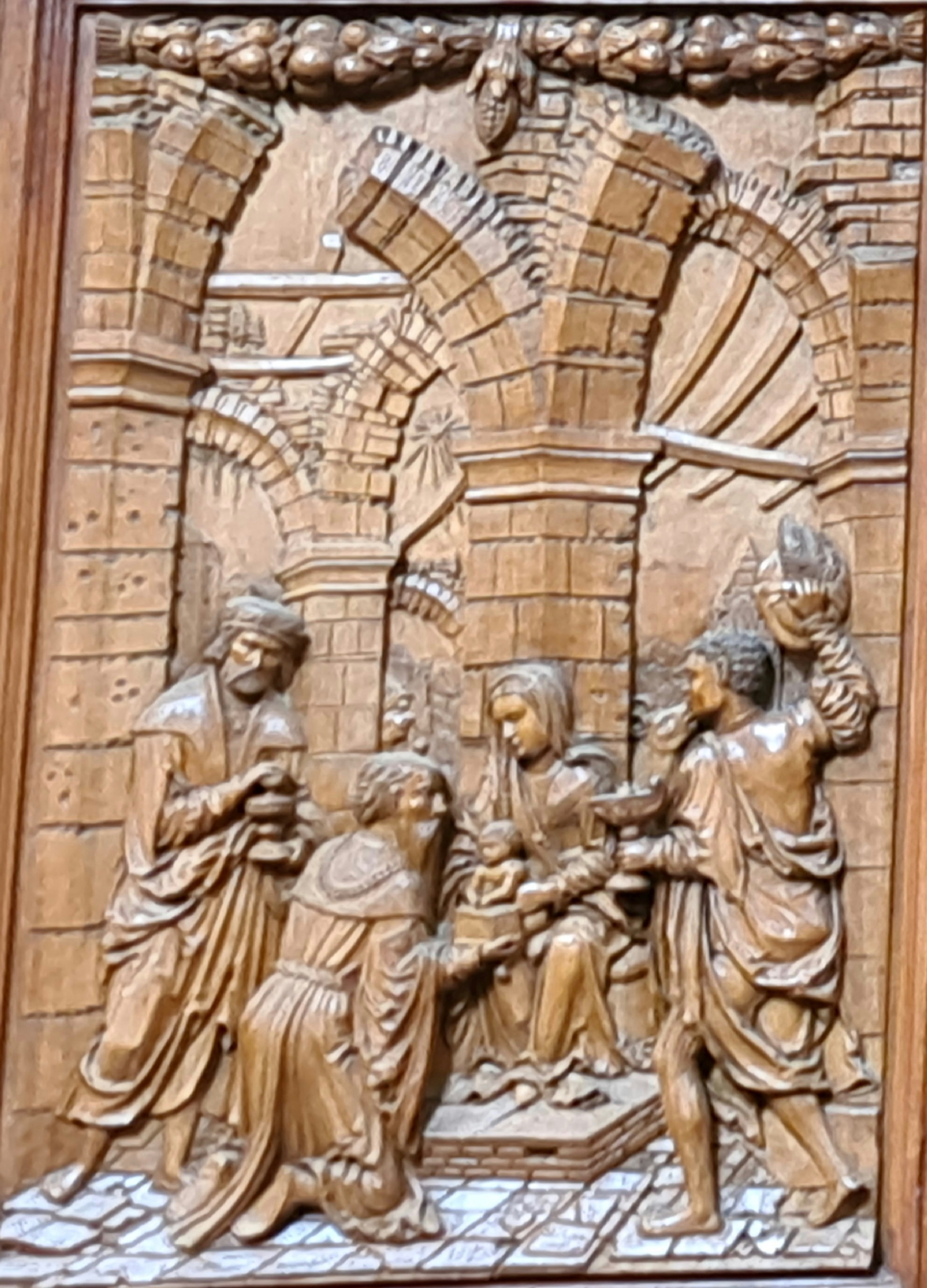
Retable Saint-Jean (panneau gauche).
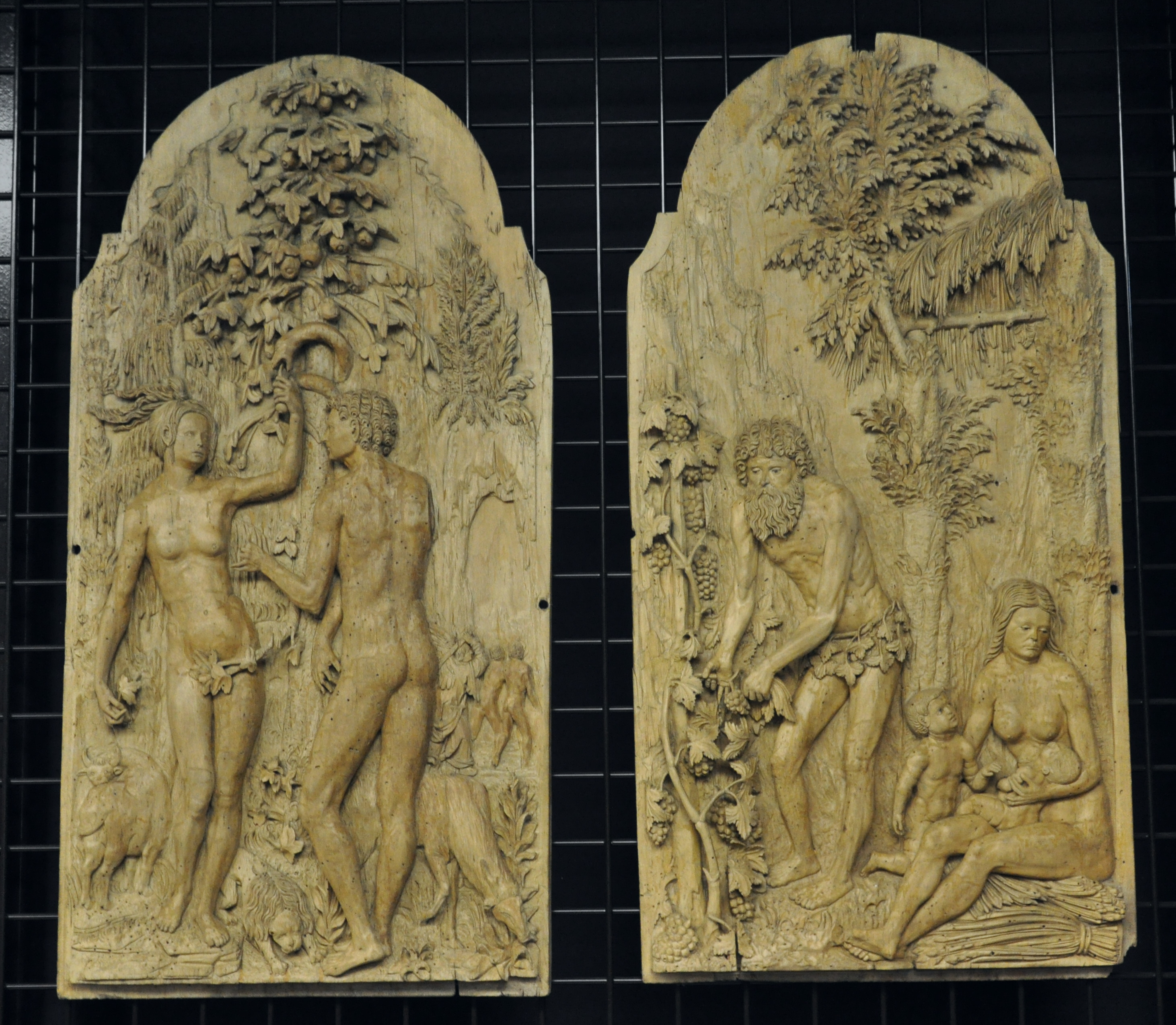
Mongrammiste IP (cercle), Péché originel — Paradis perdu, deux panneaux, Liebieghaus, Francfort-sur-le-Main, Inv. N° 587 et 430.
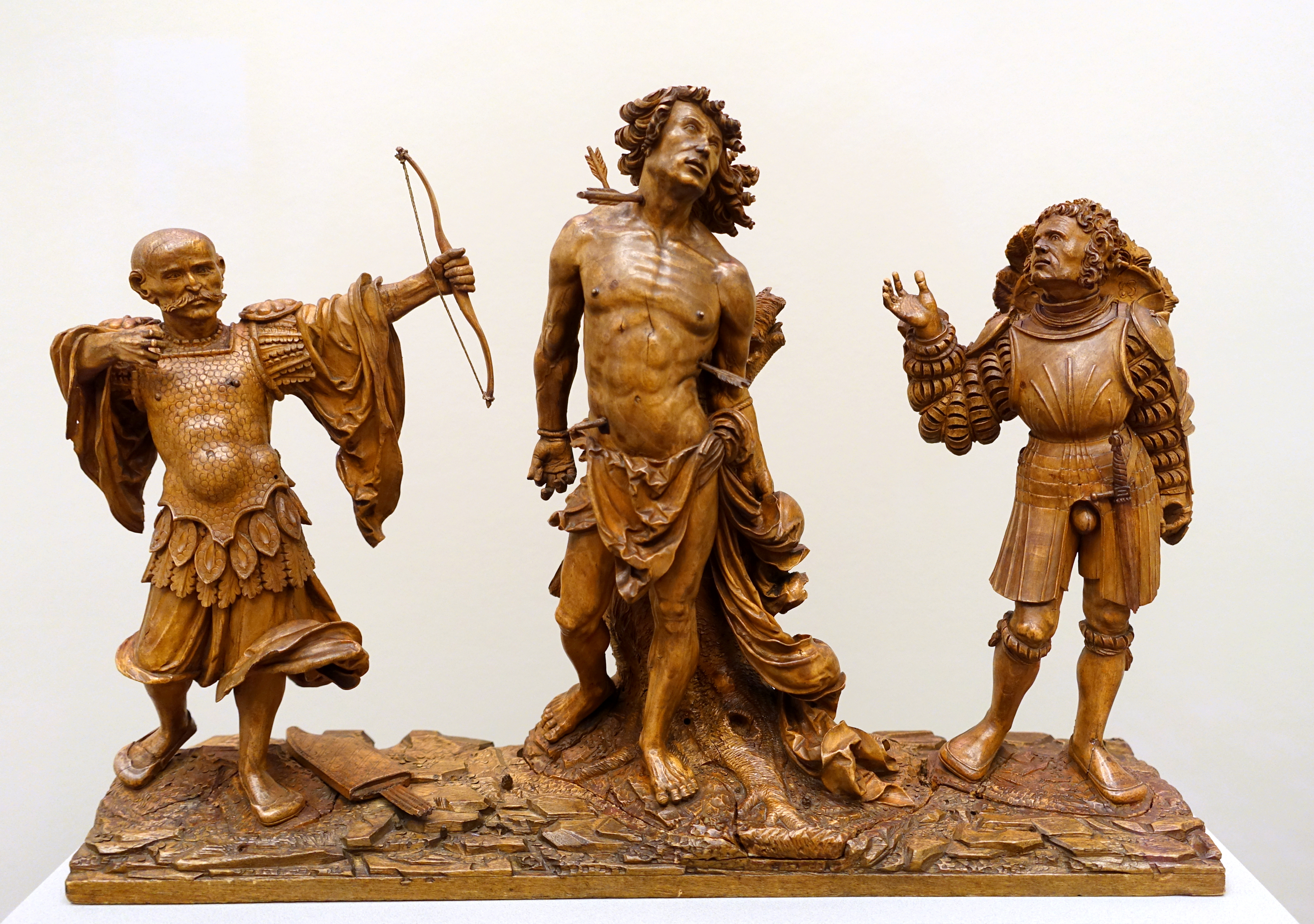
Martyre de Saint Sébastien.

- Œuvres signées avec IP :
  - Lamentation : relief, bois de poirier, vers 1525, 195 155 × cm, Saint-Pétersbourg, Ermitage, inv. n° N. sk. 1540.
  - Visitation : relief, bois de poirier, vers 1523, 14 × 11 cm, Prague, Galerie nationale, inv. n° P5197.
  - Péché originel : relief, bois de poirier, 1521, 16 × 12,5 cm, Vienne, Österreichische Galerie Belvedere, inv. n° 4867.

- Œuvres attribuées (sélection) :
  - Autel Sainte-Anne : bois de tilleul, vers 1523, 194 × 166 cm, château de Cesky Krumlov, inv. n° 9342.
  - Epitaph de Zlíchov : bois de tilleul, après 1526, Prague, Galerie nationale, n° inv. P4673 - P4677, VP 772 - VP 776[1]
  - Paire de poupées articulées : ronde-bosse, buis, vers 1525, hauteur 23 cm, Innsbruck, Musée national du Tyrol, inv. n° P 415, P 416.
  - Autel de Saint-Jean : bois de poirier, après 1530, environ 5,90 m, Prague, église de Tyn.
  - Martyre de Saint Sébastien : ronde-bosse, bois de poirier, après 1525, 20,5 × 20 cm, Berlin, Musées d'État de Berlin, inv. n° M 44[2].
  - Pêché originel : relief, bois de poirier, après 1525, 62,5 × 46,5 cm, Gotha, musée du château de Friedenstein, inv. n° 1204/P29.
  - Pêché originel : relief, bois de poirier, vers 1530, 19,9 × 16,5 cm, Vienne, Musée d'Histoire de l'art de Vienne, inv. n° 3984[3].

## Rétrospectives notables
- (de) Fantastische Welten – Albrecht Altdorfer und das Expressive in der Kunst um 1500, Städel Museum, Frankfurt[4], Kunsthistorische Museum [5].